# کارلوس باترس
کارلوس باترس متولد ۲ آوریل ۱۹۶۸ داوری اهل گواتمالا است او در سال ۱۹۹۶ به جمع داوران بین‌المللی پیوست و بازی پاناما با کانادا از مقدماتی جام جهانی ۱۹۹۸ فرانسه را سوت زد او در جام جهانی ۲۰۰۲ نیز حضور داشت و بازی تیم‌های دانمارک با سنگال و آلمان با پاراگوئه را سوت زد او در جام جهانی ۲۰۰۶ حضور نداشت اما در جام جهانی ۲۰۱۰ بازی تیم‌های الجزایر با اسلوونی و ایتالیا با نیوزلند را سوت زد.